# Glimmer: Los juegos del hambre
Glimmer fue el tributo femenino del Distrito 1 en los 74.º Juegos del Hambre.

## Biografía

### Elección y preparación
Los tributos del Distrito 1 van en un carro tirado por caballos blancos como la nieve. Están muy guapos, rociados de pintura plateada y vestidos con elegantes túnicas cubiertas de piedras preciosas; el Distrito 1 fabrica artículos de lujo para el Capitolio. El rugido del público, siempre son los favoritos.
Katniss hablando de los trajes de Glimmer y Marvel.Los Juegos del Hambre

Glimmer, es el tributo femenino del Distrito 1, fue voluntaria en la cosecha para los juegos. Glimmer formó parte del desfile de los tributos junto a su pareja de distrito, Marvel, quienes estuvieron vestidos con trajes lujosos con joyas, representando la principal exportación de su distrito: bienes de lujo. Es descrita por ser uno de los tributos más atractivos Son descritos por Katniss Everdeen como fabulosos, y que siempre son los favoritos en el desfile de los tributos, lo cual les quitaba posibilidad de conseguir patrocinadores a los demás. Sin embargo, los trajes de Katniss y Peeta Mellark, su compañero, echaban fuego falso para representar al carbón del Distrito 12, lo que eclipsó por completo a los demás tributos. Glimmer nota la debilidad de Peeta y lo ve como un blanco fácil hasta que demuestra su fuerza física, dejando a Glimmer y a los otros tributos sorprendidos. En la película, durante su sesión privada con los Vigilantes, recibió una puntuación de 10.

### Entrevista con Caesar Flickerman y símbolo
La entrevista de Glimmer con Caesar fue muy buena, ya que ella hizo un gran trabajo mostrando un provocativo vestido dorado. Katniss la describe como "sexy y exuberante" y que su mentor no tuvo ningún problema en buscar un buen ángulo para ella. Katniss supuso que quizás ella conseguiría muchos patrocinadores.
El símbolo del distrito de Glimmer fue el único en ser confiscado en los 74° Juegos del Hambre, ya que según cuenta Cinna, la piedra preciosa de su anillo, al girarla, revelaba una espina venenosa. No pudo ser arrestada, porque nadie pudo probar acerca de su conocimiento de que el anillo fuese un arma. Ella afirmaba no saber nada acerca del veneno de la piedra.

### Los Juegos

#### Baño de sangre
En la película, su pedestal estaba entre el pedestal de Rue y el del Tributo del Distrito 3. Cuando suena el gong, Glimmer, como la mayoría de los tributos, corre hacia la Cornucopia. Al llegar Glimmer empuja a la tributo del Distrito 6 al suelo, se pone encima de ella, y la apuñala con un cuchillo hasta la muerte. Luego ella nota al tributo del Distrito 5, y lo empuja contra unas cajas y lo comienza a apuñalar con su cuchillo. El tributo del Distrito 6, que anteriormente había sido golpeado y empujado contra unas cajas por el tributo del Distrito 5, Empuja a Glimmer al suelo e intenta matarla con una pequeña espada. Cato interviene y lo asesina. Clove le avisa de la ubicación de la tributo del Distrito 9, Glimmer la encuentra y con una hoz la apuñala hasta la muerte contra la cornucopia. Ella toma un hermoso arco plateado y un carcaj con flechas que Katniss quería y ayudó a elegir los combatientes que quedaban para la Alianza de los Profesionales. Katniss menciona que Glimmer no era tan buena con el arco. Los profesionales descubrieron a Peeta y le permitieron unírseles para de este modo poder encontrar a Katniss.

#### La chica del Distrito 8 y Katniss
Glimmer no debe ser subestimada. Siendo uno de los tributos profesionales, tenía una buena oportunidad de sobrevivir y estaba lista para pelear. Durante la primera noche, los Profesionales encontraron al Tributo femenino del Distrito 8 quien, en el libro, fue herida gravemente por Cato y rematada por Peeta, ya que Cato solo le hizo una herida mortal. En la película no se sabe bien si fue Glimmer o Cato quien la mató, solo que la asesinaron con una espada. Después del caos del fuego, Glimmer y los otros profesionales no eran tan rápidos como antes. Después, Glimmer junto al resto de los Profesionales y a Peeta , encuentran a Katniss y la persiguen hasta un árbol. Cuando Cato decide subir al árbol, Katniss estaba atrapada, Glimmer le ofrece su arco y flechas, pero se negó porque podía hacerlo mejor con la espada. Cuando Cato cae del árbol, Glimmer decide intentarlo, pero rápidamente se da cuenta de que las ramas no la soportarían. Era obvio que Glimmer no estaba familiarizada con el arco y las flechas, ya que no mantenía las flechas rectas y se le hizo difícil cargar el arco con las flechas, sin embargo, en la película, ella parece tener mucha más experiencia. Cuando pierde, Katniss se burla de ella tomando la flecha y mostrándosela para avergonzarla por su falta de conocimiento. Furiosa, Glimmer acuerda con Peeta para que el grupo espere a que Katniss baje del árbol, ya que no será capaz de salir sin que lo sepan. Después Rue señala a Katniss un nido lleno de rastrevíspulas, quien decide cortar la rama para que el nido caiga en el campamento de los Profesionales. Glimmer recibe múltiples picaduras de las rastrevíspulas que finalmente causan su muerte. 
En la película, cuando Katniss mira hacia abajo, los profesionales están durmiendo separados, a excepción de Glimmer y Cato, que están muy juntos. A diferencia del libro, Glimmer y Cato parecen tener un interés romántico.

#### Muerte
Glimmer fue asesinada por las rastrevíspulas que Katniss, quien originalmente fue informada del nido por Rue, tiró a los tributos Profesionales cortando la rama que lo sostenía. Glimmer, la chica del Distrito 4 (en el libro), Clove, Marvel, Cato y Peeta estaban acampando en la base del árbol donde Katniss se estaba escondiendo. Rue le enseñó un nido de Rastrevíspulas a Katniss que se encontraba sedada por el humo del fuego que se había iniciado recientemente; luego cortó el nido de la rama, que cayó en el grupo. Sorprendidos por el repentino ataque, todos menos Glimmer y la chica del Distrito 4 escaparon al lago. Mientras que la chica del Distrito 4 corrió fuera de vista, Glimmer empezó a gritar histéricamente por ayuda, pero nadie vino a ayudarla. Cato trató de sacarla pero no pudo. Debido a sus muchas picaduras, Glimmer colapsa, y empieza a temblar y gemir por las alucinaciones que las Rastrevíspulas provocan.

Desafortunadamente para Glimmer, su muerte no fue rápida, y minutos después de colapsar, su corazón seguía latiendo y cayó en coma. Cuando Katniss regresa por el arco y las flechas, notó que no podía reconocer a la que alguna vez fue una hermosa mujer, ya que el veneno había hinchado su cuerpo grotescamente y sus picaduras del tamaño de unas ciruelas explotaban llenas de pus verde. También cuando Katniss tocó una de las heridas de Glimmer en el hombro, se le desintegró la mano. Sin embargo, puede que esto no halla ocurrido ya que Katniss estaba experimentando alucinaciones. Katniss protegió el cuerpo de Glimmer para no ser llevado por uno de los aerodeslizadores y desesperadamente trató de tomar el arco y las flechas, rompiendo muchos de sus dedos con una piedra para hacerlo, luego voltea a Glimmer para poder tomar el carcaj con las flechas. En la película, no hay pus verde, lo que puede significar que lo que Katniss ve en el libro es un alucinación. Fue la 12° Tributo en morir, llegando a la mitad de la competencia.

#### Muto
Glimmer aparece una vez más hacia el final de Los Juegos del Hambre, para matar a los restantes tributos como un muto en forma de perro. Ella, junto con Marvel, Clove, Comadreja, Rue, Thresh y los otros 15 Tributos no identificados aparecen como mutaciones del Capitolio, que fueron una combinación del ADN de los Tributos Caídos y un lobo. Ella fue el primer muto que Katniss reconoció ya que todos poseen un atributo del Tributo en el que están basados. El lobo de Glimmer era delgado, con pelo rubio y sedoso, ojos brillantes color de esmeraldas que eran inconfundiblemente parecidos a los de un humano y el número "1" en un collar de piedras preciosas. Los ojos de los mutos le dieron una idea a Katniss de que las mutaciones fueran de los tributos caídos. Katniss mató al muto de Glimmer con una flecha a través de su garganta cuando intentaba subir a la Cornucopia.

### Después de su muerte
En el libro En Llamas, Katniss y Peeta van al Distrito 1 en la Gira de la Victoria y ven la familia de Glimmer. Peeta toma la pintura como su hobby vencedor, y una de sus pinturas es del muto de Glimmer atacando.
A lo largo de la historia Katniss tiene pesadillas, que algunas veces tratan del cuerpo hinchado de Glimmer después del ataque de las rastrevíspulas y también de su forma de muto.

## Relaciones

### Cato
Glimmer no tiene ninguna relación conocida en el libro los Juegos del Hambre, exceptuando formar parte del grupo de los Tributos Profesionales con Cato. En la película, a menudo se ven riendo y hablando. Después de matar tributos, corren por el bosque burlándose e imitando la voz de los Tributos. Antes de que Glimmer fuera asesinada por el ataque de las Rastrevíspulas, se le ve durmiendo en el brazo de Cato. Cuando el nido de las Rastrevíspulas cae encima de ellos Cato trata de sacarla fuera de la nube de insectos, pero la abandona cuando el enjambre se vuelve más furioso. Esto sugiere que a pesar de que Cato podría haber tenido un interés romántico en Glimmer, al final valoró más su vida que la de ella.

## Descripción
Katniss describe a Glimmer por ser alta, con una larga cabellera rubia y ojos esmeralda. Ella fue descrita como hermosa o francamente sexy. Katniss describe su vestido para la entrevista como dorado y provocativo. Katniss pensó que a pesar de que Glimmer era inteligente, era incompetente con el arco y las flechas. Sin embargo, es muy probable de que Glimmer destacará en otra arma, y que simplemente optó por el arco y las flechas en ese momento ya que Katniss estaba en lo alto de un árbol (armas como espadas no hubieran ayudado en ese momento). Glimmer mostró poca consideración en la elección de su arma en la Cornucopia. Sin embargo, no se sabe si el arco hubiera sido su primera elección como arma, o si había tomado alguna otra arma de la Cornucopia. Cuando estaba haciendo guardia de Katniss la noche de su muerte, fue víctima de la fatiga y se quedó dormida en la base del árbol donde Katniss estaba atrapada. No tuvo el mismo sentido común de huir al lago con los otros Tributos Profesionales. Esto podría ser porque entró en pánico, o era la más cercana al nido caído lo que hizo que las Rastrevíspulas enfocaran más su atención en ella. Como una Profesional se puede asumir que era buena combatiente con algo, posiblemente un arma que no pudo adquirir durante el baño de sangre. Ella fue lo suficientemente inteligente para saber que si intentaba subir al árbol después de la caída de Cato, las ramas se romperían y ella terminaría hiriéndose.

## Víctimas
No se sabe exactamente cuantas personas asesinó Glimmer, pero siendo una Profesional, es muy probable que ella participara en el baño de sangre en la Cornucopia. En el libro, Katniss nunca la ve matando a alguien.
En la película, se muestra que Glimmer mató al Tributo masculino del Distrito 5, a la Tributo femenino del Distrito 6 y a la Tributo femenino del Distrito 9 en el baño de sangre inicial. Luego en la película, mata al Tributo femenino del Distrito 8 con la espada de Cato.

## Curiosidades
- El nombre de Glimmer significa "luz trémula".
- Glimmer, Rue, Comadreja y Thresh fueron los únicos mutos que se mencionan específicamente. Todos los otros mutos murieron sin conocerse su identidad.
- En la película, Glimmer y Cato parecen tener un interés romántico. Esto no aparece en el libro.
- Glimmer fue mencionada por ser matada dos veces por Katniss, una vez siendo humana y otra siendo un muto.
- Glimmer junto con Clove y Cato son los únicos tributos que tienen un odio especial hacía Katniss. No está claro si Marvel sentía lo mismo a pesar de que trató de matarla.
- Glimmer tiene dos estilos diferente de cabello en la película, durante el desfile de los Tributos y en su entrevista lleva el pelo suelto y rizado. En el Centro de Entrenamiento, su cabello estaba amarrado en dos trenzas, y en la arena llevaba su pelo recogido en dos trenzas rizadas.
- En la película Glimmer consigue un 10 en entrenamiento, sugiriendo que es muy fuerte.
- Katniss mata a los dos tributos del Distrito 1, Glimmer y Marvel .
- En el libro, Glimmer y Marvel son descritos por haber sido pintados con aerosol plateado en el desfile de los tributos, pero en la película, usan trajes de color rosa y fucsia.
- Con 17 años, Glimmer es la mayor de los Profesionales en los 74° Juegos del Hambre. En el filme, ella es la segunda mayor después de Cato.
- En el entrenamiento sus probabilidades de ganar eran 7-1
- Es la única tributo conocida por su nombre que no queda entre los 10 primeros.
- En la película, ella mata a todas sus víctimas apuñalándolas.

## Representación cinematográfica
El 19 de abril de 2011, Lionsgate confirmó que Leven Rambin formaría parte de la película Los Juegos del Hambre con el personaje de Glimmer.

## Doblaje
- Gaby Ugarte (Latinoamérica)
- Sara Heras (España)